# (21110) Karlvalentin
(21110) Karlvalentin est un astéroïde de la ceinture principale.

## Description
(21110) Karlvalentin est un astéroïde de la ceinture principale. Il fut découvert le 4 septembre 1992 à Tautenburg par Freimut Börngen et Lutz Dieter Schmadel. Il présente une orbite caractérisée par un demi-grand axe de 2,36 UA, une excentricité de 0,22 et une inclinaison de 2,4° par rapport à l'écliptique.

## Compléments